# Diathrausta
Diathrausta és un gènere d'arnes de la família Crambidae. El gènere va ser descrit per Julius Lederer el 1863.

## Taxonomia
- Diathrausta angustella Dyar, 1913
- Diathrausta brevifascialis (Wileman, 1911)
- Diathrausta cacalis Dyar, 1913
- Diathrausta cubanalis Dyar, 1913
- Diathrausta delicata (Warren, 1896)
- Diathrausta griseifusa Hampson, 1917
- Diathrausta harlequinalis Dyar, 1913
- Diathrausta leucographa Hampson, 1917
- Diathrausta lypera Tams, 1935
- Diathrausta minutalis (Druce, 1899)
- Diathrausta nerinalis (Walker, 1859)
- Diathrausta ochreipennis (Butler, 1886)
- Diathrausta ochrifuscalis (Hampson, 1903)
- Diathrausta picata (Butler, 1889)
- Diathrausta plumbealis (Warren, 1896)
- Diathrausta profundalis Lederer, 1863
- Diathrausta reconditalis (Walker, 1859)
- Diathrausta semilunalis Maes, 2006
- Diathrausta stagmatopa (Meyrick, 1933)
- Diathrausta yunquealis Schaus, 1940